# Friedrich Heineck
Friedrich Heineck (* 28. März 1880 in Rodheim-Bieber; † 29. November 1979 in Budenheim) war ein deutscher Gymnasiallehrer und Naturwissenschaftler.

## Leben
Nachdem Friedrich Heineck 1899 am Gießener Gymnasium das Abitur abgelegt hatte, widmete er sich einem Studium der Naturwissenschaften an der Justus-Liebig-Universität Gießen. Heineck, der dort seit 1900 als Assistent am mineralogisch-geologischen Institut tätig war (unter anderem studierte er bei Reinhard Brauns), wurde im Frühjahr 1903 promoviert, bevor er im Sommer desselben Jahres das Staatsexamen bestand.
Friedrich Heineck absolvierte in der Folge das Seminarjahr gefolgt vom Probejahr an der Oberrealschule vor dem Holstentore in Hamburg, bis er 1905 die Anstellungsfähigkeit an höheren Schulen erlangte. Im Herbst 1909 trat er eine Gymnasiallehrerstelle an der Studienanstalt für Mädchen am Schloßplatz in Wiesbaden an. Heineck – er wurde 1924 zum Oberstudiendirektor ernannt – wurde 1948 in den Ruhestand verabschiedet.
Heineck hatte daneben von 1924 bis 1960 die Leitung des Naturhistorischen Museums Wiesbaden sowie von 1925 bis 1960, unterbrochen von 1938 bis 1946, des Nassauischen Vereins für Naturkunde inne. Im Museum Wiesbaden findet sich noch heute eine Sammlung zum Mineralreich nach Reinhard Brauns, die zu den ersten didaktischen Ausstellungen zählt. Heineck führte den Vorsitz des Alpenvereins, war Mitglied der Schutzgemeinschaft Deutscher Wald und gab die Jahrbücher des Nassauer Vereins für Naturkunde heraus. Er verfasste mehrere Abhandlungen zur Mineralogie.

## Schriften
- Die Diabase an der Bahnstrecke Hartenrod-Uebernthal bei Herborn, Dissertation, In: Neues Jahrbuch für Mineralogie, Geologie und Palaeontologie. Band 17, E. Schweizerbart’sche Verlagshandlung (E. Nägele), 1903
- Bericht über die Hundertjahrfeier des Nassauischen Vereins für Naturkunde am 12. Mai 1929, Wiesbaden, 1931
- Das Naturhistorische Museum der Stadt Wiesbaden: Mit 13 Abbildungen nach Aufnahmen des Verfassers und 6 Plänen, Druck Ritter, Wiesbaden, 1931
- 90 Jahre Städtische Höhere Mädchenschule, Wiesbaden : 1847-1937 ; Mit 29 Abbildungen, Städtische Höhere Mädchenschule, Wiesbaden, 1937